# Ménil-aux-Bois
Ménil-aux-Bois ist eine französische Gemeinde mit 47 Einwohnern (Stand 1. Januar 2022) im Département Meuse in der Region Grand Est (vor 2016 Lothringen). Sie gehört zum Arrondissement Commercy und zum Kanton Dieue-sur-Meuse.

## Geografie
Die Gemeinde liegt etwa 21 Kilometer ostnordöstlich von Bar-le-Duc im Zentrum des Départements Meuse zwischen den Flüssen Aire und Maas. Die Gemeinde besteht einzig aus dem Ort Ménil-aux-Bois. Weite Teile der Gemeinde sind bewaldet. Die bedeutendsten Waldgebiete heißen Bois Defoy und La Belle Étoile. Nachbargemeinden sind Courcelles-en-Barrois im Norden, Sampigny im Osten, Grimaucourt-près-Sampigny im Südosten, Cousances-lès-Triconville im Süden, Dagonville im Südwesten und Westen sowie Lignières-sur-Aire im Westen und Nordwesten.

## Geschichte
Der Name der heutigen Gemeinde wurde im Jahr 1571 unter dem Namen Le Manel erstmals in einem Dokument erwähnt. Im Mittelalter gehörte die Gemeinde zum Gebiet des Herzogtums Bar und danach zum Herzogtum Lothringen. Genauer zum Amt (Bailliage) Commercy. Mit dieser Herrschaft fiel Ménil-aux-Bois 1766 an Frankreich. Bis zur Französischen Revolution lag die Gemeinde im Grand-gouvernement de Lorraine-et-Barrois. Von 1793 bis 1801 war die Gemeinde dem Distrikt Saint-Mihiel zugeteilt und Teil des Kantons Sampigny. Und von 1801 bis 2015 Teil des Kantons Pierrefitte-sur-Aire. Seit 1801 ist Ménil-aux-Bois dem Arrondissement Commercy zugeordnet.

### Bevölkerungsentwicklung
| Jahr      | 1962 | 1968 | 1975 | 1982 | 1990 | 1999 | 2006 | 2011 | 2019 |
| Einwohner | 57   | 45   | 29   | 30   | 39   | 40   | 39   | 44   | 41   |

Quellen: Cassini (Volkszählungen bis 1999) und INSEE (offizielle Schätzungen per 1. Januar ab 2006)

## Sehenswürdigkeiten
- Kirche Saint-Vannes (Heiliger Vitonis) aus dem 16. Jahrhundert
- Denkmal für die Gefallenen[4]
- Drei Wegkreuze an der D11 westlich und östlich des Dorfes

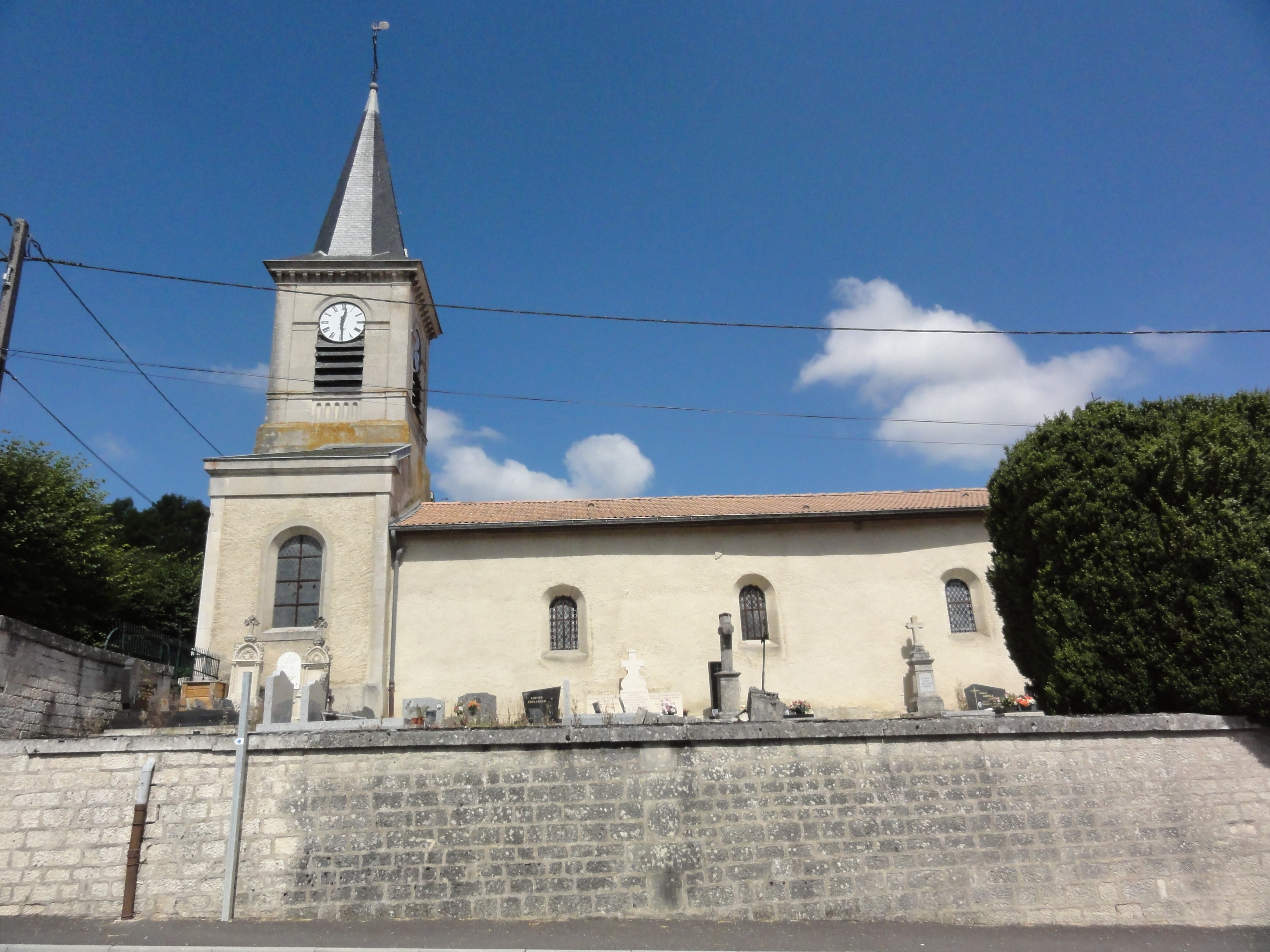
Kirche Saint-Vannes
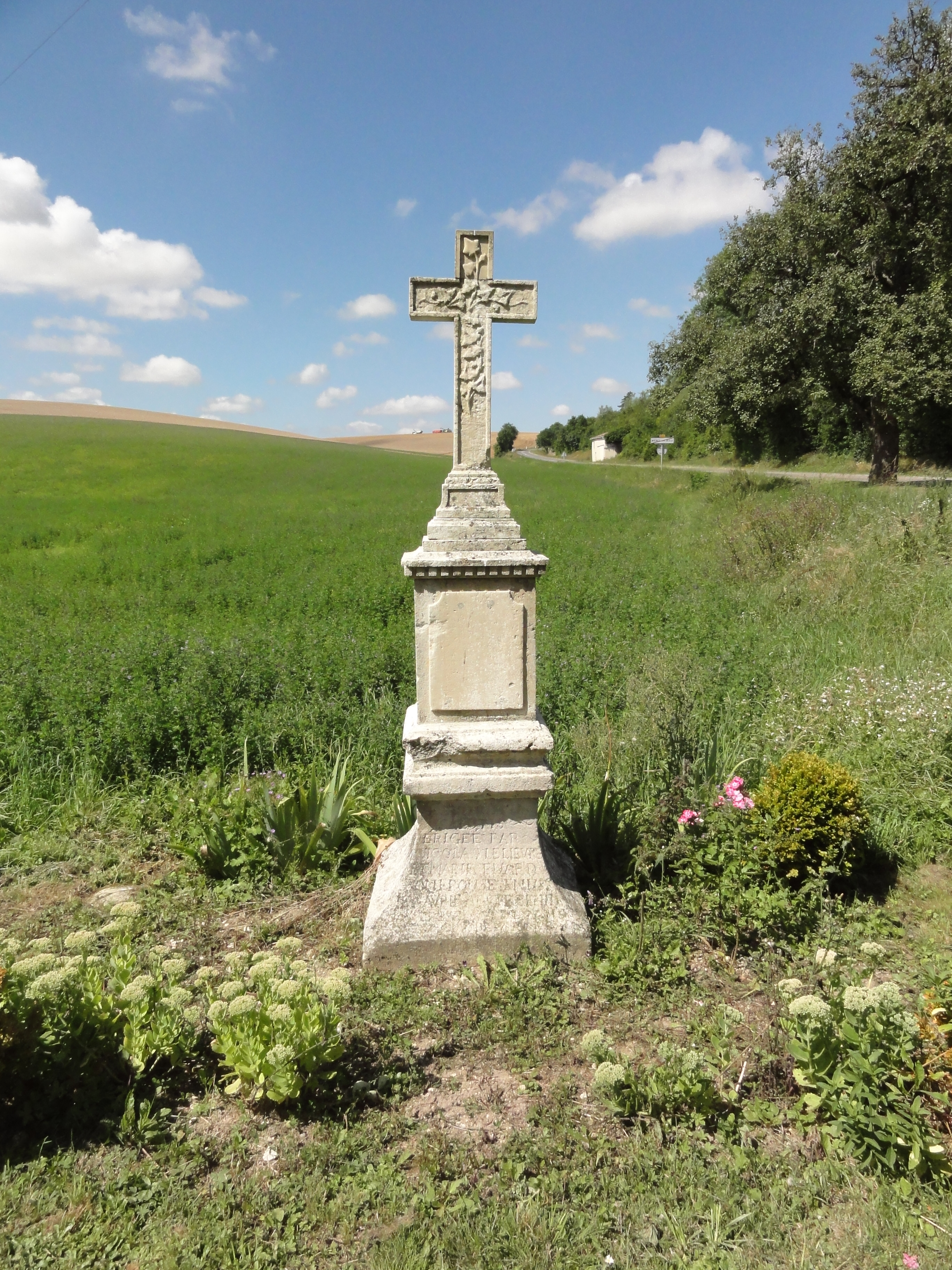
Wegkreuz
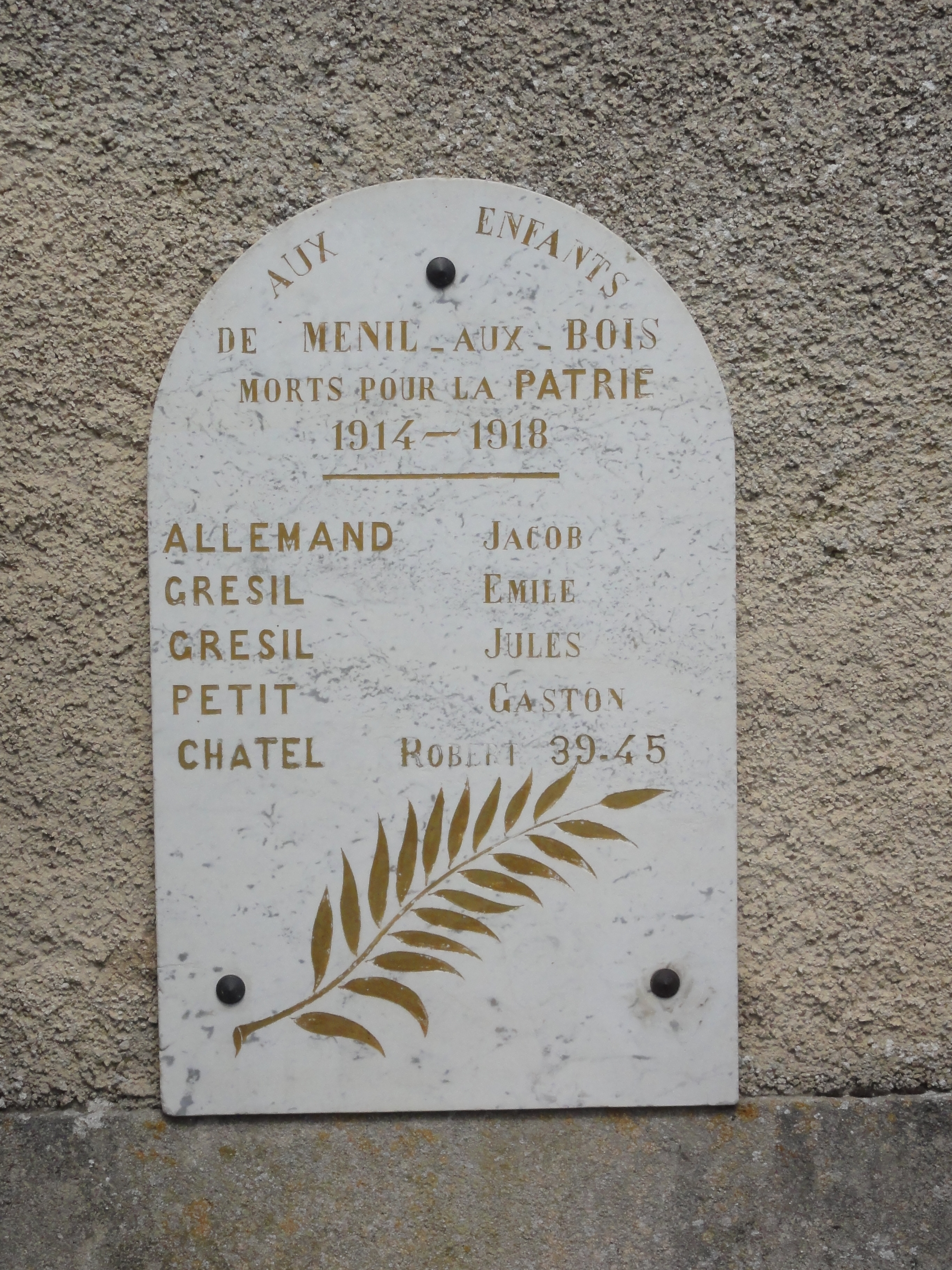
Gedenktafel für die Gefallenen
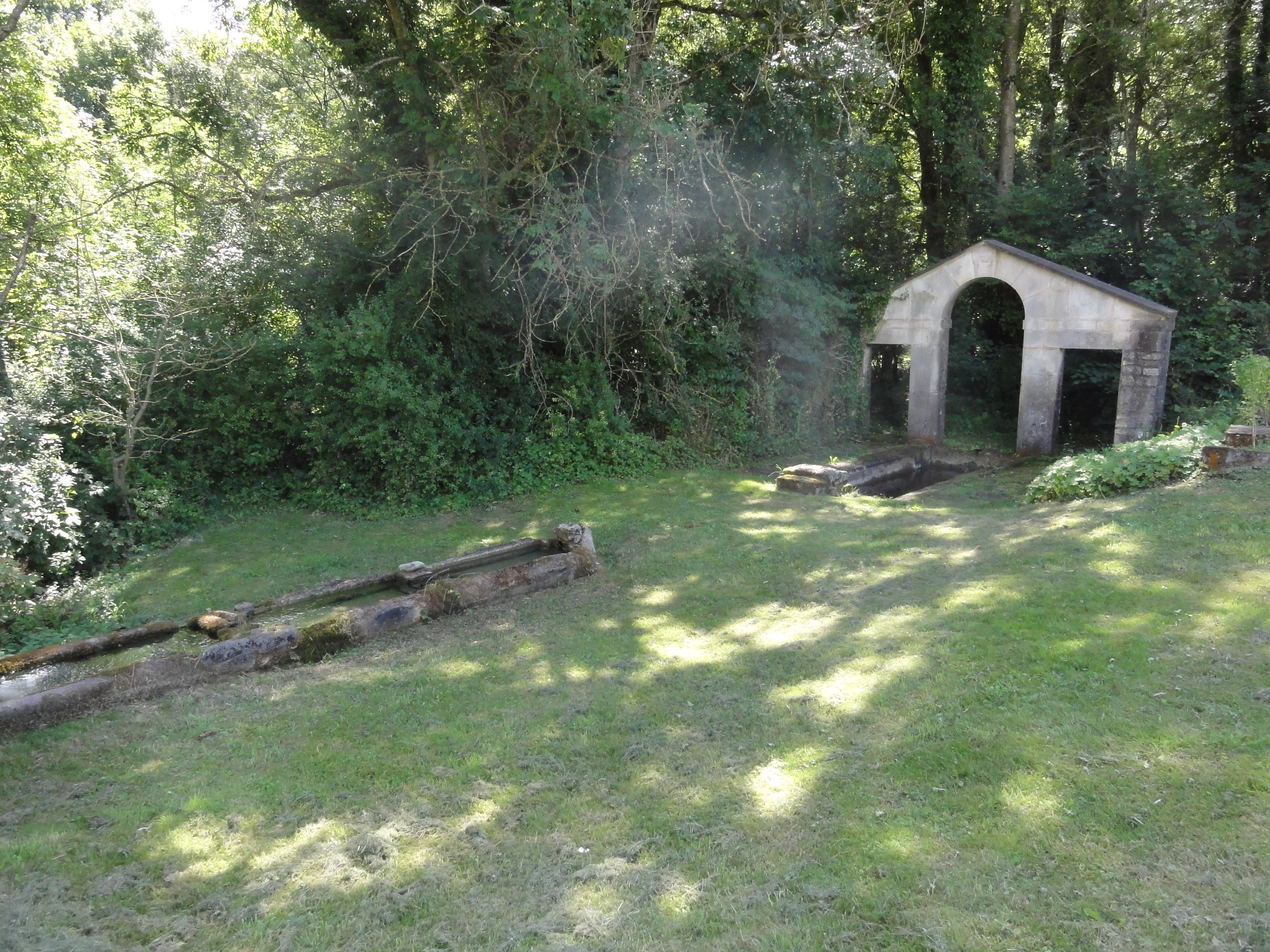
Quelle und Brunnen
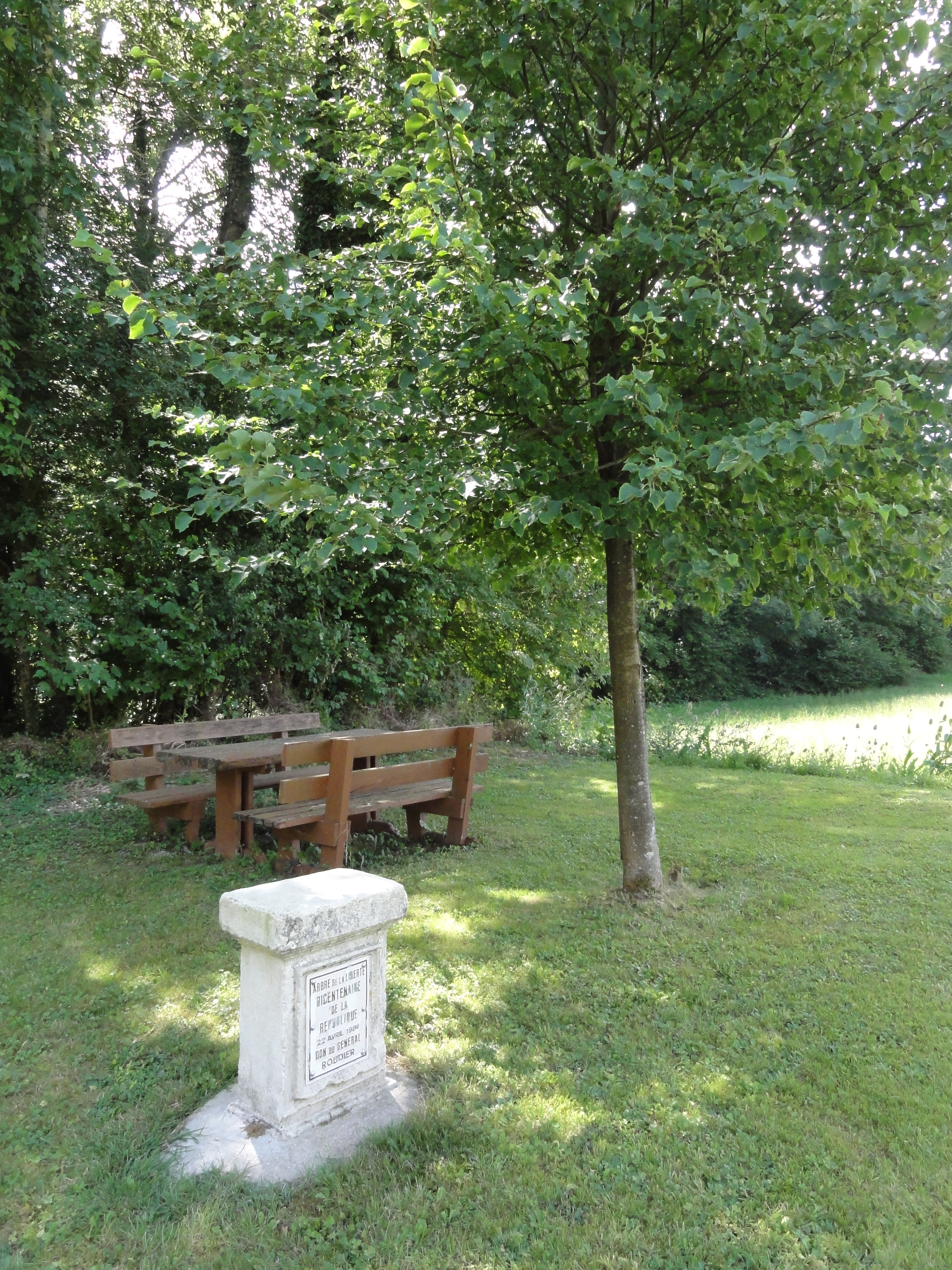
Freiheitsbaum (Arbre de la Liberté)